# (37195) 2000 WD75
2000 WD75 (asteroide 37195) é um asteroide da cintura principal. Possui uma excentricidade de 0.13178230 e uma inclinação de 5.76078º.
Este asteroide foi descoberto no dia 20 de novembro de 2000 por LINEAR em Socorro.